# Кобрин Володимир Борисович
Кобрин Володимир Борисович (5 липня 1930 року, Москва — 1990) — російський історик, доктор історичних наук, професор.

## Освіта
Закінчив з відзнакою історичний факультет Московського державного університету в 1951. В університеті займався історією стародавньої Русі, проте дипломну роботу захистив з історії сучасної Італії.

## Вчений
Працював за розподілом у місті Сталіно (нині — Донецьк), потім у Москві. У 1955 році вступив до аспірантури, займався проблемами соціально-політичної історії XVI століття, у 1958 — 1960 роках опублікував серію статей з цих питань.
У 1961 році захистив дисертацію на здобуття наукового ступеня кандидата історичних наук за темою «Соціальний склад опричного двору». Вперше в науці було фронтально вивчено феодальне землеволодіння опричників. Складений ним список 277 «безперечних опричників» ґрунтувався на опублікованих джерелах і численних архівних матеріалах.
Одночасно, з 1957 року, за рекомендацією О. О. Зіміна, працював у відділі рукописів Державної бібліотеки ім. Леніна.
Опублікував більше 20 робіт у «Записках відділу рукописів» (огляди, описи). З цього часу займався допоміжними історичними дисциплінами — генеалогією, антропоніміки, історичної ономастикою, топонімікою, фалеристикою. Пізніше опублікував (у співавторстві) підручник з допоміжних історичних дисциплін.
Починаючи з 1970-х рр. активно розробляв тему про світському землеволодінні в XV—XVI ст. На початку 1980-х рр. з'явився ряд його фундаментальних статей на цю тему.
У 1983 році захистив докторську дисертацію «Землеволодіння світських феодалів і соціально-політичний лад Росії XV—XVI століть».
У центрі дослідження знаходилися взаємини в XV—XVI ст. «Землеволодіння і централізації, економіки і політики, влади і власності». Вивчення становлення вотчинної і помісної систем у Північно-Східній Русі призвели автора до висновку про переважної ролі княжого пожалування у виникненні вотчини й тісного зв'язку вотчинників з князівською владою.
Принципово нове положення про близькість соціального складу поміщиків і вотчинників дає можливість автору чітко сформулювати тезу про неправомірність протиставлення вотчини та маєтку , політичних позицій дворян і бояр, показати вразливість концепції боротьби боярства з дворянством в досліджуваний період. Висновки і спостереження, зроблені в дисертації, склали зміст книги «Влада у власність у середньовічної Росії (XV—XVI ст)».
У своїх працях Кобрин визначив Смутний час як «складне переплетення різноманітних протиріч — станових і національних, внутріклассових і межклассових». Він один з перших російських істориків говорив про Смута не тільки як про селянській війні а як про громадянську: «Чи вправі ми бушувала в Росії початку XVII століття громадянську війну звести до селянської?».
Активно брав участь у підготовці до друку праць О. О. Зіміна (1920 — 1980) після його смерті.

## Викладач
З 1971 року викладав історію Росії у Московському державному педагогічному інституті імені В. І. Леніна.
А. Л. Юрганов: "… умів бути одночасно м'яким, інтелігентним наставником і темпераментним лектором, суворим екзаменатором і доброзичливим співбесідником. Ерудиція його у вузівській аудиторії не демонструвалася, вона була органічною оратору властивістю ".
У 1989 році перейшов до Московського державного історико-архівний інститут, де був професором на кафедрі джерелознавства та допоміжних історичних дисциплін.

## Історичний письменник
У 1989 році опублікував науково-популярну книгу про Івана Грозного. Вважав, що Іван IV Грозний здійснював терор з метою встановлення особистої диктатури. А опричнина не тільки не укріпила державу, а, навпаки, привела її до кризи. Досліджуючи політику «доброчесного героя і мудрого державного мужа в першу половину царювання», він приходить до думки, що без запровадження опричнини держава «на шляху ліберальних перетворень» просунулася б вперед у XVI столітті і отримала рівний, поступальний рух у наступні століття. Вважав, що дослідник не має морального права «амністувати звірство», тобто прощати загибель тисяч ні в чому не винних людей через «прогресивних наслідків опричнини». У тому ж році, спільно з К. А. Аверьяновим випустив книгу про відомого російського історика, академіка Веселовського («С. Б. Веселовський. Життя. Діяльність. Особистість»).
В останній період життя вийшов у світ цикл його публіцистичних статей: «Вождь і цар» (рос. Вождь и царь), «Чекаю книги про підсумки виборів» (рос. Жду книги об итогах выборов), «Все або нічого» (рос. Всё или ничего), «Необхідно пам'ятати: політика — мистецтво можливого» (рос. Необходимо помнить: политика — искусство возможного), «Два портрета. Курбський і Раскольников» (рос. Два портрета. Курбский и Раскольников). Автор статті «Під пресом ідеології» (рос. Под прессом идеологии) (Известия АН СРСР. 1990. № 12. С. 25-40).
Посмертно була опублікована його науково-публіцистична книга (рос. «Кому ти опасен, историк?»).

## Перелік основних праць
- Вспомогательные исторические дисциплины: Учебное пособие для истфаков пединститутов.- М., 1984 (в соавторстве с Г. А. Леонтьевой и П. А. Шориным).
- Власть в собственность в средневековой России (XV—XVI вв).- М., 1985.
- Власть в собственность в средневековой России (XV—XVI вв).- М., 1985.
- В. Б. Кобрин. Иван Грозный. М.,1989.
- В. Б. Кобрин. Смутное время — утраченные возможности:/ в кн.“ Очерки истории России 9-н.11в.“- М.,1991
- В. Б. Кобрин. Иван Грозный:избранная рада или опричнина? :/ в кн. «Очерки русской истории…».- М.,1991